# Exoneura perpensa
Exoneura perpensa är en biart som beskrevs av Cockerell 1922. Exoneura perpensa ingår i släktet Exoneura och familjen långtungebin. Inga underarter finns listade i Catalogue of Life.

## Bildgalleri

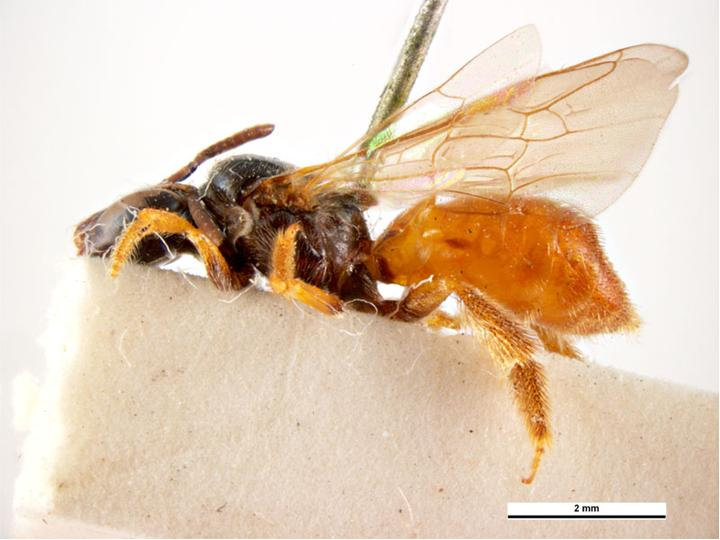